# Lago Garcia
Il lago Garcia, localmente noto come diga Garcia, è un lago artificiale che ricade nel comune di Contessa Entellina, poco distante dai comuni di Poggioreale e Monreale in provincia di Palermo.

## Caratteristiche
Il lago si trova a 194 metri sul livello del mare, è lungo 4,7 km e largo 1,65 km nel suo punto di maggiore ampiezza e può contenere 80 milioni di metri cubi alla quota di massimo invaso.
L'invaso è stato realizzato dal Consorzio per l'Alto e Medio Belice nella prima metà degli anni ottanta a seguito dello sbarramento del fiume Belice Sinistro ed è nato per risolvere l'annoso problema dell'irrigazione delle colture. Si integra oggi perfettamente nel paesaggio circostante ed è diventato un riferimento per gli uccelli migratori che vi sostano in gran numero durante il periodo di svernamento. Il lago, assieme alla contigua Rocca di Entella (557 m s.l.m.), è riserva naturale. Fra le varie specie di pesci presenti ci sono il pesce persico, il persico trota, la carpa, il pesce gatto, l'anguilla e il carassio.

## Galleria d'immagini

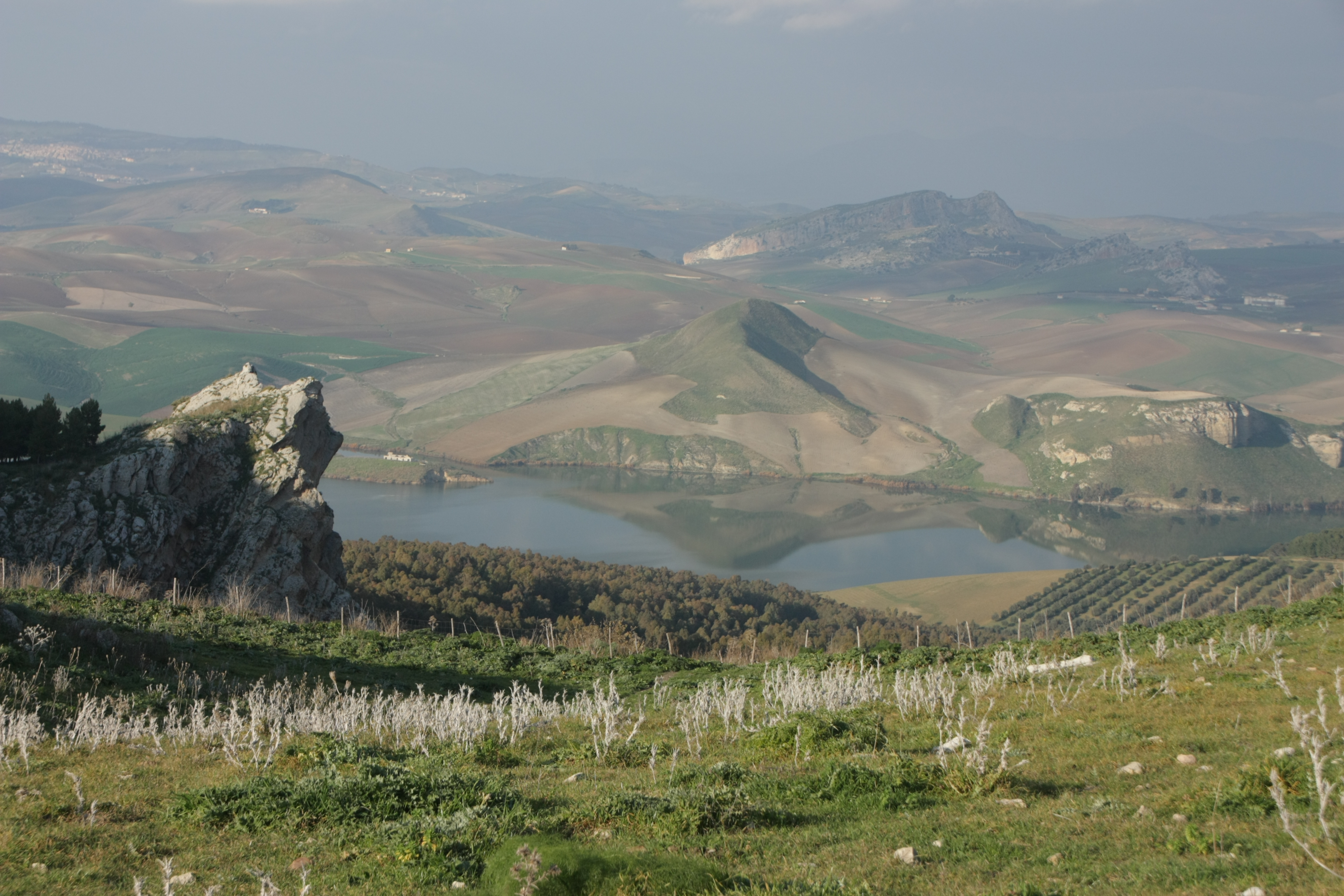
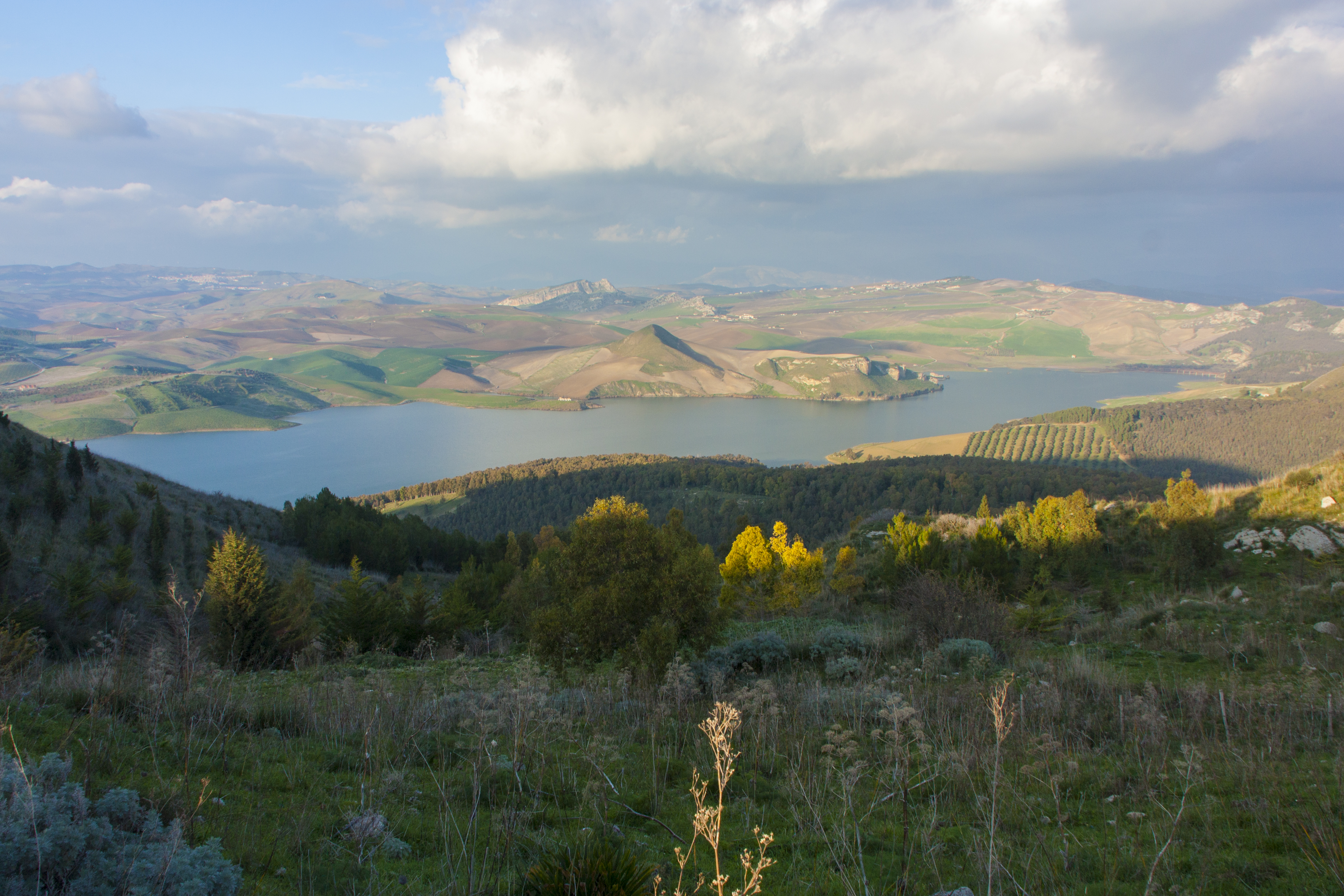
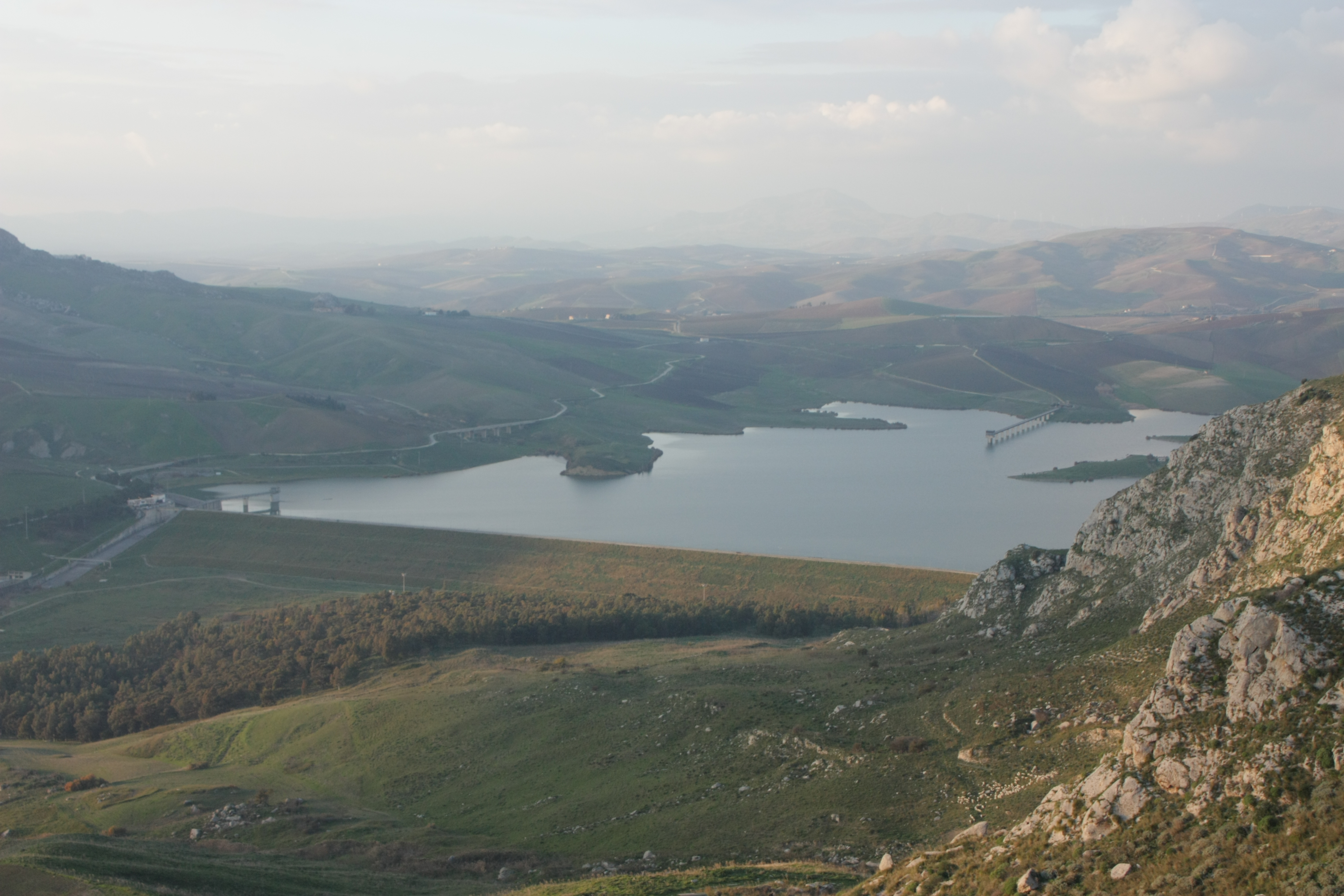